# Blanco stem
Een blanco stem is een keuzeoptie tijdens vergaderingen of verkiezingen. Onder andere door de naamgeving is het een omstreden of verwarrende keuze-optie in de stemprocedure: de blanco stem wordt vaak verward met een stemonthouding.

## Stemprocedure
Bij stemprocedures, bij moties of referenda en dergelijke, heeft een kiezer over het algemeen vier opties:
1. Een stem vóór het voorstel
2. Een stem tégen het voorstel
3. Blanco
4. Onthouding van stemmen

De blanco stem is niet voor of tegen het voorstel zelf, maar geeft vaak aan dat de indiener van de blanco stem het niet eens is met de stemprocedure, of dat die geen keuze kan maken. Een blanco stem kan ook uitgebracht worden door iemand die de uitslag extra kracht wil bijzetten, ongeacht de uitslag zelf. Redenen voor het geven van een blanco stem kunnen heel divers zijn. Enkele voorbeelden:
- Het voorstel is voor meerdere uitleg vatbaar en moet daarom herzien worden.
- De stemprocedure is onduidelijk verlopen.
- De indieners van het voorstel hebben de toehoorders onduidelijk of onvolledig voorgelicht.
- Men is het er überhaupt niet mee eens dat er gestemd moet worden. Dit kan gaan om tegenstand tegen een specifieke reden van stemmen (bijvoorbeeld een referendum), omdat men het oneens is met gekozen methodes om de verkiezingen te houden (bijvoorbeeld stemcomputer, meerderheidsstelsel), of om afkeer van het democratische stelsel in het algemeen.
- Men is het met geen van de voorgelegde keuzes eens.
- Men denkt te weinig te weten over een bepaald onderwerp, maar wil wel stemmen.

Bij het tellen van de stemmen telt de blanco stem vaak als een tegenstem. Dit is het geval als hetgeen waarover gestemd wordt zodanig geformuleerd is dat een negatieve stem ervoor zorgt dat de situatie bij het oude blijft. De indieners van blanco stemmen zijn echter niet noodzakelijk tegen het voorstel. Deze blanco stem is namelijk een symbolische tegenstem en werkt enkel kiesdrempelverhogend. Wanneer een voorstel wordt afgewezen op grond van een overvloed aan blanco stemmen, kan dit betekenen dat het voorstel bij een latere stemronde wél een kans van slagen heeft.

## Verkiezingen
Tijdens verkiezingen kan er in veel landen ook blanco gestemd worden. Een blanco stem wordt in Nederland wel meegerekend in het opkomstpercentage, maar heeft geen invloed op de uitslag van de verkiezingen.
Bij verkiezingen wordt een blanco stem vaak als een duidelijker protest gezien dan onthouding van stemmen. Wanneer iemand zich onthoudt van stemmen is dat vaak omdat hij gewoon niet geïnteresseerd is in politiek, terwijl mensen die blanco stemmen dat juist wel zijn.

### Geschiedenis
Een stembiljet waarop niet ondubbelzinnig door het rood maken van een vakje voor één kandidaat was duidelijk gemaakt op wie de stem werd uitgebracht, werd tot 2008 volgens artikel N7 van de Kieswet als ongeldig beschouwd. Er waren zeker in de tijd van de opkomstplicht in Nederland nog weleens mensen die wel degelijk verschenen op het stembureau (al was het om een boete te voorkomen of onder sociale druk) maar uit principiële overwegingen weigerden om te stemmen. Zij hadden dan de keuze om wel een stembiljet aan te nemen, maar konden dit ongeldig maken door bijvoorbeeld zes vakjes rood te kleuren, of juist geen enkel vakje. In het laatste geval werd er blanco gestemd.
Het grootste misverstand over de blanco stem is dat het een geldige stem zou zijn en dus zou meewegen in de uitslag. De ene verklaring is dat de stem uiteindelijk naar de 'winnaar' van de verkiezingen zou gaan, terwijl anderen juist beweren dat een zetel bij genoeg blanco stemmen leeg zou moeten blijven. De uitslag van de gemeenteraadsverkiezingen 2006 in Delfzijl, waar circa 30% van de stemmen blanco was, wees uit dat het niets uitmaakt voor de uitslag.
De intrede van de stemcomputer moest de 'papieren stemming' zo dicht mogelijk benaderen en dus moest ook de mogelijkheid van een ongeldige stem op de computers aangebracht worden. Omdat een aanduiding als 'ongeldig' op een computer nog verwarrender zou zijn voor kiezers, is er voor de term 'blanco' gekozen. Deze optie was op de stemcomputers terug te vinden in een groene knop, of een apart veld op het scherm. Overigens kon het stembureaulid dat de stemcomputer bediende niet het verschil zien tussen een blanco en normale stem doordat er een extra bevestiging werd gevraagd, waarmee het aantal te doorlopen stappen gelijk was aan een reguliere stem.
Stemcomputers vermeldden de blanco stemmen apart op de print van de uitslag en deze werden in het proces-verbaal van de verkiezingen opgenomen als ongeldige stemmen. Daarmee was er geen verschil met de papieren stemming, omdat daar ook slechts het onderscheid tussen geldig, of ongeldig werd gemaakt.
In december 2008 werd de Kieswet gewijzigd waardoor voor het eerst een onderscheid tussen ongeldige stemmen en blanco stemmen wordt gemaakt. Blanco stemmen zijn stembiljetten waarop geen enkel hokje rood is gemaakt en waarop ook niet getekend of geschreven is (dus letterlijk blanco). Als het biljet anderszins geen geldige stem bevat (bijvoorbeeld meerdere rode hokjes), is het ongeldig. Merk op dat als het woord "blanco" op het biljet is geschreven, dit telt als een ongeldige stem en niet als een blanco stem. Het onderscheid tussen blanco en ongeldige stemmen dient slechts voor de boekhouding; nadat de aantallen zijn vastgesteld, worden blanco en ongeldige stemmen op dezelfde manier behandeld (ze tellen mee voor de opkomst, maar niet voor de verdere uitslag).

### Referendum
Bij een referendum heeft een blanco stem wel een duidelijke invloed op de uitslag. Aan de meeste referenda wordt als eis voor de verbindendheid namelijk gesteld dat een bepaald opkomstpercentage wordt behaald, vaak de helft van de laatste verkiezingen. In dit geval tellen de blanco (en andere ongeldige stemmen) wel mee voor de verbindendheid van het referendum, maar niet voor de uitslag. Hoe meer kiezers komen stemmen, hoe groter de kans dat het referendum bindend is.
Een kiezer die het wel eens is met het feit dat de bevolking zich mag uitspreken, maar zelf geen mening heeft, doet er dus(?) goed aan om bij een referendum wel te gaan stemmen, maar dan bewust te kiezen voor een blanco stem. Als het enige doel van deze kiezer het opstuwen van het opkomstpercentage is, dan is een blanco stem de moeite waard.